# 이노우에 다케히코
이노우에 다케히코(일본어: 井上雄彦, 1967년 1월 12일 ~ )는 일본의 만화가이다. 본명은 나리아이 다케히코(成合雄彦). 세계적으로 1억 부 이상이 팔린 《슬램덩크》와, 검성 미야모토 무사시를 소재로 한 만화 《배가본드》의 저자이다.
호조 츠카사의 문하생으로 출발했으며, 1989년 출간한 카멜레온 자일(Chameleon Jail)에 이어 1990년부터 연재를 시작했던 슬램덩크가 총 1억 부를 넘는 대히트를 치며 일약 세계적인 명성과 부를 얻게 된다. 이후 버저 비터(Buzzer Beater), 배가본드, 리얼 등의 꾸준한 연재를 통해 지금까지도 왕성한 활동을 펼치고 있다.